# Skallebølle
Skallebølle er en lille by på det vestlige Fyn med 690 indbyggere  (2024), beliggende i Region Syddanmark i Assens Kommune på grænsen til Odense Kommune (hvor 5 af byens indbyggere bor). Byen ligger ca. 15 kilometer vest for Odense, 5 km øst for Vissenbjerg og ret tæt på afkørsel 53 på Fynske Motorvej E20. Byen består af et mix af nye parcelhuse og ældre gårde.
Byen er kendetegnet ved et aktivt lokalsamfund med stort engagement og fællesskab. Byen rummer både børnehave og dagplejere, naturskønne områder og dagligvarebutik. Byen er perfekt til familier, som pendler eller har brug for motorvejsnettet tæt på. 
Byen har også en aktiv Sportsklub, en kulturforening, en beboerforening og en centerforening. Inden længe bliver der indrettet Fitnesscenter i den nedlagte skole og der skabes rammer for endnu flere lokale aktiviteter for beboerne i skolen. 
Skallebølle rummer både børnefamilier, familier, hvor ungerne er fløjet fra reden, enlige, unge og ældre.  
Byen er inde i en positiv udvikling med multibane, fibernet, dagligvarebutik og fjernvarme. 

## Foreninger
- Skallebølle beboerforening[5]. Foreningens formål er at styrke fællesskabet og virke til gavn og glæde for beboerne i Skallebølle by og omegn.
- Skallebølle Sportsklub[6] arrangerer hvert år en såkaldt Bøllefest, der er byfest og kræmmermarked.
- Kulturforeningen Nøjsomhed [7] er en lokalforening til fremme af kulturinteresser med fast tilholdssted i Skallebølle Sports- og Kulturcenter på Skallebølle Skole.
- Skallebølle Idrætsanlæg (Skydebane)

## Butikker
- Gemini Cars
- Kaktussen, Skallebølle blomster og brugskunst
- Nancy salon
- Netto (Åbnede 12. maj 2021)
- Sambo Møbler
- Skallebølle Auto
- Skallebølle slagtehus og røgeri